# Капрая-э-Лимите
Капрая-э-Лимите (итал. Capraia e Limite) — коммуна в Италии, располагается в области Тоскана, в провинции Флоренция.
Население составляет 6705 человек (2008 г.), плотность населения составляет 274 чел./км². Занимает площадь 25 км². 
Почтовый индекс — 50050. Телефонный код — 0571.
Покровителями коммуны почитаются святой Стефан Первомученик, празднование 26 декабря, и святой Лаврентий, празднование 10 августа .

## Демография
Динамика населения:

## Администрация коммуны
- Официальный сайт: http://www.comune.capraia-e-limite.fi.it/